# 디에이테크놀로지
디에이테크놀로지(DA Technology Co. Ltd.)는 대한민국의 2차 전지 생산 자동화 설비 기업이다.  본사는 경기도 화성시 비봉면 쌍학길 15(쌍학리 250-2)에 위치해 있으며 대표이사는 박명관이다.

## 논란
2024년 전 대표이사가 2020년 2월 라임 사태 당시 핵심 인물로 평가받는 이인광 에스모 회장과 공모해 주자 조작에 가담하고 국외 도피를 도운 혐의로 구속되었다 검찰은 이 회장이 라임 투자금을 동원해 디에이테크놀로지를 인수한 것으로 보고 있다. 회사 역시 이 회장의 주가 조작·횡령에 가담한 것으로 의심을 받고 있다

## 상장
2014년 11월 19일 공모가 6,600원에 상장하였다.  

## 같이 보기
라임 사태

## 참고 문헌
1. ↑  디에이테크놀로지, 2차 전지 장비 수요 증가..."올해 매출, 전년대비 2배 이상 기대", 뉴스핌, 2023년 7월 2일
2. ↑  디에이테크놀로지, 튀르키예 템사와 전기버스 배터리 MOU 체결 外, 디일렉, 2022.12.02
3. ↑  디에이테크놀로지, 中요고로봇 국내외 공급…"배터리 개발", 머니투데이, 2023.11.24
4. ↑  김기훈, 한국IR협의회 기술분석보고서-디에이테크놀로지, 2020.04.23.
5. ↑  디에이테크놀로지, 액면분할 후 거래재개 첫날 강세, 이투데이, 2024-03-27
6. ↑  디에이테크놀로지 "전 대표이사 횡령·배임 혐의 구속 확인", 이데일리, 2024.04.12
7. ↑  디에이테크놀로지, 前 대표 구속 소식에 주가 20%↓, 이데일리, 2024-04-11
8. ↑  김은정, ‘라임 사태 주범 이인광과 공모’ 코스닥 상장사 前대표 영장 청구, 시사저널, 2024.04.09